# 皇家特倫高爾夫俱樂部

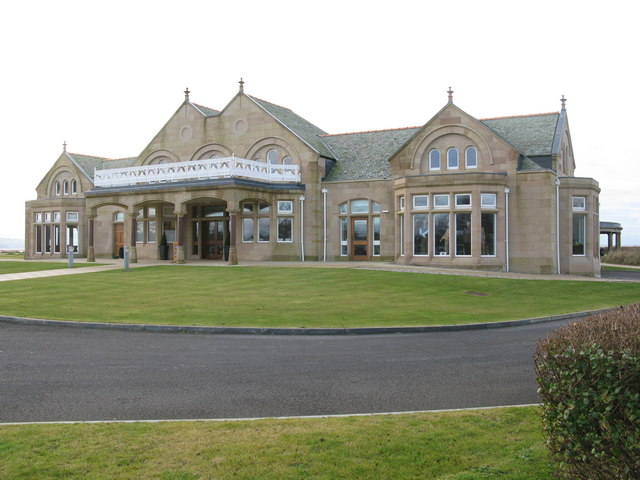

皇家特倫高爾夫俱樂部（Royal Troon Golf Club）是位於英國蘇格蘭南艾爾郡特倫的一座高爾夫球場。這座球場創建於1878年，共有45個球洞。該球場是英國高爾夫公開賽的舉辦場地之一。

## 外部連結
- 官方网站
- The Open Championship （页面存档备份，存于） – official site